# Atari DOS

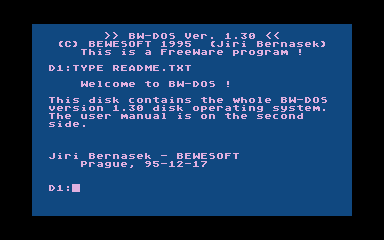
BW-DOS es un sistema operativo de disco para computadoras ATARI de 8 bits.

Atari DOS es el sistema operativo de disco usado por la familia de computadores Atari de 8 bits.
Estos equipos tenían de fábrica un Sistema Operativo (SO) {en inglés: OS} integrado en la ROM.
Aunque el Sistema Operativo (SO) estándar de Atari tenía rutinas de bajo nivel para acceder a las unidades de disquete, para organizar el acceso al disco se le añadió unas extensiones (una capa adicional) al Sistema Operativo, el llamado  Sistema Operativo de Disco (DOS). Estas extensiones, contenían el software controlador de disco (lo más importante) y otras características como el "Sistema Administrador de Archivos" o FMS {-> del inglés: File Manager System}.
Al igual que la mayoría de los DOS de la época, al arrancar {en inglés: boot} o reinicializar {reboot} el computador, el FMS se cargaba en RAM desde un disquetes. Esto significaba que al menos se necesitaban 32 K de RAM adicionales para que el sistema funcionara con el DOS cargado.
A diferencia de la mayoría de los otros sistemas operativos de disco, el Atari DOS era enteramente manejado por un menú.

## Estructura y propiedades
El Atari DOS consistió básicamente en dos archivos:
- DOS.SYS proporcionaba la funcionalidad para crear, renombrar, borrar y leer archivos y formatear los discos. Estas funciones usaban el controlador D: .
- DUP.SYS ofrecía menús para acceder a estas funciones. Además proporcionaba características adicionales que no tenía el DOS.SYS, como copiar o duplicar los archivos.

Cuando salió al mercado el 130XE,  se añadió un controlador de disco RAM (RAMDISK.COM), que creaba una unidad de disco virtual usando parte de la memoria RAM adicional de esos equipos.
Los archivos podían tener nombres  8.3 (según la convención conocida en el sector de los PC compatibles con MS DOS). Es decir, ocho caracteres para el nombre del archivo y tres caracteres adicionales para la extensión, separados por un punto. Todas en letras mayúsculas.
[... incompleto, trabajando en ello ...]

## Versiones
Hubo varias versiones del Atari DOS. La primera de ellas fue publicada en 1979

### DOS 1.0
En la primera versión del DOS de Atari solo se podía acceder a los comandos mediante un menú. Este DOS venía con las disqueteras 810. Esta versión quedaba totalmente residente en RAM, lo que lo hacía rápido, pero ocupaba espacio de la memoria que ya no podía usarse para otros fines.

### DOS 2.0
También conocido como DISK OPERATING SYSTEM II VERSION 2.0S (Sistema Operativo de Disco II Versión 2.0S)
Esta segunda versión, la más popular de Atari se entregaba con las disqueteras 810 y algunas de las primeros unidades de disco 1050. El DOS II 2.0S es considerado como el mínimo común denominador para los DOS de Atari 8 bits, puesto que cualquiera unidad de disco compatible con Atari puede leer un disco formateado con el DOS 2.0S.
DOS 2.0S constaba de DOS.SYS y DUP.SYS. Durante el proceso de arranque {en inglés: boot} el DOS.SYS se cargaba en la memoria, en tanto que DUP.SYS que contenía las utilidades de disco, solamente se cargaba cuando el usuario "salía" hacia el a DOS.
Además de la corrección de errores de software, el DOS 2.0S tenía soporte mejorado de NOTE/POINT y la capacidad de ejecutar automáticamente un archivo ejecutable llamado  AUTORUN.SYS . Como la memoria de usuario se borraba cuando se cargaba el archivo DUP.SYS, se le agregó la opción de crear un fichero llamado  MEM.SAV  que servía para almacenar transitoriamente en el disquete el contenido de la memoria RAM de usuario y poder restaurarla después de que el  DUP.SYS  se eliminaba de la memoria. En el menú de esta versión del DOS (2.0S), aparecía la opción N. CREATE MEM.SAV en reemplazo de la opción N. DEFINE DEVICE que tenía la versión anterior del DOS (1.0)
La versión 2.0S manejaba disquetes con formatos de densidad simple, la versión 2.0D manejaba discos con formato de doble densidad. Este último venía con la disquetera 815 de densidad "dual" (que no era exactamente doble densidad, por eso s conveniente mantener el término densidad dual, para diferenciarlo de doble densidad) <- hay que revisar esto .

### DOS 3.0
Una nueva versión del DOS que venía junto con las unidades de disco 1050 de Atari hacía uso de la nueva capacidad de manejar Densidad mejorada {en inglés: Enhanced Density} (llamada Densidad Dual por Atari) que ofrecía la disquetera 1050.
Mediante la organización de los sectores en bloques, Atari estaba anticipando disquetes con mayor capacidad, pero esto dio lugar a una incompatibilidad con el DOS 2.0S. Los archivos convertidos a DOS 3 no se podían convertir de vuelta hacia el sistema DOS 2.0. Como resultado, el DOS 3.0 fue extremadamente impopular y no tuvo ganó aceptación entre la comunidad de usuarios de Atari. Debido a las quejas y los errores del software, Atari lanzó el DOS 2.5, el cual fue publicado con posterioridad al DOS 3.0, contraviniendo las prácticas habituales para dar nombre a las versiones.
El DOS 3.0 proporcionaba ayuda integrada a través de la tecla HELP de Atari o mediante la tecla de video inverso. Era necesario que existieran archivos de "ayuda" en el disquete con el DOS para que esta característica funcionara correctamente.

### DOS 2.5
También conocido como DISK OPERATING SYSTEM II VERSION 2.5  (sistema operativo de disco II versión 2.5)
Después de escuchar las quejas de sus clientes, Atari lanzó una versión mejorada de su DOS anterior. Esto permitió el uso de discos de densidad mejorada {en inglés: Enhanced Density}. Hubo una utilidad del DOS que permitía leer los discos del DOS 3.0. Al menú se le agregó una opción adicional (P. FORMAT SINGLE) para formatear (inicializar) los discos de densidad simple {en inglés: single density}. El DOS 2.5 se entregaba junto a las disqueteras 1050 y con algunas de las primeras unidades XF551.
Incluía las utilitarios DISKFIX.COM, COPY32.COM, SETUP.COM y RAMDISK.COM

### DOS XE
Nombre en clave durante la producción: ADOS
Cuando salió la disquetera XF551, no solo fue la primera unidad de discos de Atari que podía leer discos de doble densidad {en inglés: double-density}, sino también manejaba discos de doble cara {en inglés: double-sided} . Por lo tanto, al DOS se le añadió soporte para discos de doble densidad y doble cara.
Un nuevo formato de archivo patentado hizo que el DOS XE fuera incompatible con DOS 2.0S o DOS 2.5. Entonces, se necesitó de un utilitario independiente para poder leer los antiguos ficheros grabados en formato 2.0.
Solo los equipos XL/XE  eran compatibles. El DOS XE no funcionaba con los antiguos computadores 400/800.
El DOS XE también permitió agregarle sellado de fecha {en inglés: date-stamping} a los archivos y subdirectorios. También controlaba la función de Entrada/Salida (E/S) en salva (o en ráfaga) {en inglés: burst I/O} de la unidad de XF551.
Este fue el último de los Sistemas operativos de Disco (DOS) que entregó Atari para su familia de computadoras de 8 bits.

### DOS 4.0
Nombre en clave durante la producción: QDOS
Diseñado para el modelo 1450XLD que nunca se vendió, los derechos fueron devueltos al autor (Michael Barall) quien lo dejó al dominio público. Posteriormente, fue publicado por ANTIC Software. Usaba bloques en lugar de sectores, aceptaba unidades de densidad simple, doble, mejorada y discos de doble cara. No era compatible con discos de formato DOS 2 o 3, pero podía leer archivos grabados en ellos. No cambiaba automáticamente la densidad. Era necesario ir al menú y seleccionar manualmente la densidad correcta.

## DOS de otros orígenes
Muchos de estos DOS fueron creados por los fabricantes de unidades de disco, o por quienes hicieron modificaciones a las disqueteras o cualquier persona que no hubiese estado satisfecho con los DOS disponibles. A menudo, esos DOS podían leer discos de alta densidad, o ajustar la unidad para que leyera más rápido los disquetes (usando técnicas como "Warp Speed" o "Ultra-Speed"). Casi todos estos DOS (excepto el Sparta DOS) eran compatibles con DOS 2.0.

### SmartDOS
Era un DOS controlado mediante un Menú. Era compatible con el DOS 2.0. Estuvo entre los primeros DOS de terceros que apoyaba las unidades de disco de doble densidad. Tenía muchos avances, entre ellos copia de sectores con verificación, comprobación de velocidad, posibilidad de seleccionar la función de verificación de archivos y la reconfiguración de la disquetera.
Fue escrito por John Chenoweth y Beiber Ron.

### OS/A+ y DOS XL
Ambos productos de la compañía OSS {en inglés: Optimized Systems Software}.
OS/A+ - Compatible con DOS 2.0 - Permitía el uso de disquetes de doble densidad. A diferencia de la mayoría de los DOS de Atari, este utilizaba una "línea de comandos" en lugar de un "menú".
DOS XL fue diseñado para reemplazar al OS/A+. Tenía soporte para disqueteras de densidad simple y densidad doble. Además de usar la "línea de comandos" del OS/A+, también tenía un programa de menú. Poseía extensiones que sacaban partido de la memoria no usada de los Atari XL/XE y de los super-cartuchos de OSS.
Fue escrito por Paul Laughton, Mark Rose, Bill Wilkinson y Mike Peters.

### Super DOS
Este DOS podía leer disquetes SS/ED/DD/SD, y hacía uso de todos los métodos de aceleración de lectura de los discos soportados por los variados fabricantes de disqueteras independientes.

### TopDOS
DOS controlado por menú, con funciones mejoradas. Ordenaba los listados de directorios del disco y se podía configurar las opciones de despliegue. Se podía comprimir el directorio de archivos. Podía mostrar los archivos borrados y recuperarlos. Algunas características avanzadas solo funcionan bajo el formato patentado de TOPDOS.
Publicado por Eclipse Software.

### MyDOS
Este DOS añadía la capacidad de usar subdirectorios y podía controlar discos duros.
Publicado por Wordmark Systems, se dispone del código fuente completo.

### SpartaDOS
Este DOS utiliza una interfaz de línea de comandos. No era compatible con DOS 2.0, pero podía leer discos formateados con DOS 2.0. Permite subdirectorios y maneja discos duros con sistemas de archivos de hasta 16 MB. Incluye la capacidad de crear archivos de proceso por lotes {en inglés: batch files} primitivos.

#### SpartaDOS X
Es una versión más refinada de SpartaDOS, que es muy similar al MS-DOS en su apariencia {en inglés: look and feel}. Se distribuía en un cartucho ROM de 64 K.

### BW-DOS
Es un DOS compatible con SpartaDOS. La última versión (1.30) fue lanzada en diciembre de 1995. Comparado con el SpartaDOS original, BW-DOS tiene un consumo de memoria mucho menor y no utiliza la RAM por bajo la ROM de las máquinas XL/XE, en consecuencia, se puede utilizar en los antiguos modelos de Atari 400/800.
BW-DOS es freeware Autor: Jiří Bernasek.

### DOS 2.6
Alguien de la comunidad hacker de Atari modificó el DOS 2.0, manteniendo su apariencia, para añadir algunas funciones y permitir el uso de disqueteras de densidad dual. Una nueva función añadida "RADIX", se podía usar para convertir números hexadecimales hacia base 10 o viceversa.

### Real.Dos
Es un DOS compatible con SpartaDOS. De hecho, se trata de una versión de SpartaDOS 3.x, a la que se le cambió el nombre por razones legales.
RealDOS es shareware por Stephen J. Carden y Ames Ken.

## Formatos de Disquete
Hubo varios formatos diferentes para los discos (disquetes) de Atari. El formato de disco estándar de Atari tenía una sola cara, densidad simple, 720 sectores divididos en 40 pistas. Luego de ser "formateados" (inicializados) con un DOS compatible, quedaban 707 sectores libres. Cada sector de 128 bytes usaba los últimos 3 bytes para almacenar datos de administración interna (bytes usados, número del fichero, el próximo sector), dejando 125 bytes para almacenar datos.
- Una-cara, Densidad-Simple: 40 pistas {tracks} con 18 sectores por pista, 128 bytes por sector. 90K de  capacidad.
- Una-cara, Doble-Densidad: 40 pistas con 18 sectores por pista, 256 bytes por sector. 180K de  capacidad.
- Una-cara, Densidad-Mejorada: 40 pistas con 26 sectores por pista, 128 bytes por sector. 127K de  capacidad.
- Doble-cara, Doble-Densidad: 80 pistas (40 pistas por lado) con 18 sectores por pista, 256 bytes por sector. 360K de  capacidad.